# 197
197（一百九十七）是196與198之間的自然數。

## 在數學中
- 第45個質數。前一個為193、下一個為199。
  - 第15對孿生質數，為（197、 199）。
  - 此數字雖然是自然質數，但不是高斯質數。前一個有此性質的自然質數是193、下一個是229。（OEIS數列A002313）

其第一象限之高斯質數的整数分解為{\displaystyle \left(14+i\right)\times \left(14-i\right)}。
- 第93個十进制的等數位數。前一個為194、下一個為199。
- 首四個合数的平方之和：{\displaystyle 4^{2}+6^{2}+8^{2}+9^{2}}
- 12個連續質數的總和：2+3+5+7+11+13+17+19+23+29+31+37 = 197
- 第7個基思數
- 相反數-197為殭屍數，即位數和（首位含負號）的平方與自身的和大於零的負數，即{\displaystyle {{-{197}}+{{\left({{{-{1}}+{9}}+{7}}\right)}^{2}}}=28}。前一個為-198，後一個為-189（OEIS數列A328933）。

## 在科学中
- 金的原子量为197。